# Маначиновка (Шишацкий район)
Маначиновка (укр. Маначинівка) — село,
Куйбышевский сельский совет,
Шишацкий район,
Полтавская область,
Украина.
Код КОАТУУ — 5325782707. Население по переписи 2001 года составляло 59 человек.

## Географическое положение
Село Маначиновка находится в 4-х км от левого берега реки Псёл,
в 1-м км от села Ковердина Балка.
По селу протекает пересыхающий ручей с запрудой.
Рядом проходит автомобильная дорога Т-1710 (Р-42).